# Monrepos-Schanze
Die Monrepos-Schanze (auch Horst-Stragnad-Schanze) war eine Skisprungschanze im Neuwieder Stadtteil Segendorf in Rheinland-Pfalz.

## Geschichte
1952 wurde die erste kleine Schanze gebaut und 1955 in eine Skisprungschanze umgewandelt. Der Entwurf für Schanze in Monrepos stammte von Heini Klopfer, der auch der Konstrukteur der Oberstdorfer Skiflugschanze war. Sie wurde in den Folgejahren weiter ausgebaut. Sie entwickelte sich zu einer bedeutenden Skisprunganlage in Rheinland-Pfalz. Es fanden in den 50er und 60er Jahren und später Skisprungveranstaltungen, Landesmeisterschaften und Wettbewerbe mit bis zu 1.000 Zuschauern statt. Später wurde ein Kampfrichter-Turm, aus dem später die Skihütte hervorging, erbaut. 1963 wurde der Hang mit einer Flutlichtanlage ausgestattet. Nach weiteren Umbauten wurde 1986 die Schanze erneut umgebaut und wurde nach dem Schanzenrekordhalter "Horst-Stragand-Schanze" benannt. Die Holzkonstruktion war der Witterung ausgesetzt und verfiel. Die Standsicherheit des Schanzenturms war in den 2010ern nicht mehr gewährleistet. 2015 wurde der alte Sprungturm deshalb abgerissen und ein komplett neuer Turm gebaut. 2019 wurde dann aber neben der Skihütte auch der Sprungturm abgerissen.

## Kampfrichterturm und Skihütte
In den 1960ern wurde auch ein Kampfrichterturm erbaut. Er wurde in Form eines einfachen Gebäudes zweigeschossig errichtet. Aus ihm ging später die Skihütte Monrepos hervor. Sie wurde nach Friedrich Wilhelm zu Wied, einem der Sponsoren, auch Fürst-Friedrich-Wilhelm-Hütte genannt und diente bis zum Abriss zusammen mit der Sprungschanze bis zuletzt als Ausflugsziel für Wanderer und Biker. Die Skihütte befand sich vom Sprungturm aus gesehen links hinter dem Schanzentisch. 1964 wurde die Skihütte um eine Toilettenanlage und Terrasse erweitert.